# Juliana Blasius

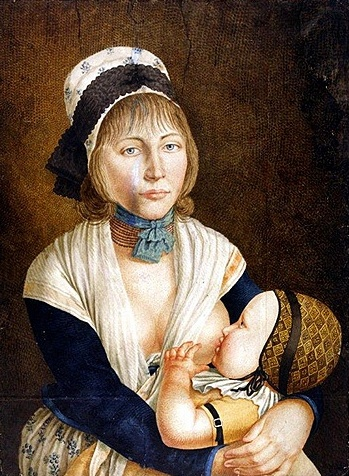
Juliana Blasius und ihr Sohn Franz Wilhelm, Gemälde von Karl Matthias Ernst (1803)

Juliana Blasius (auch: Bläsius; Julchen; französisch  Julie Blaesius) (* 22. August 1781 in Weierbach (heute zu Idar-Oberstein); † 3. Juli 1851 ebenda) war die letzte Räuberbraut des als Schinderhannes bekannt gewordenen Johannes Bückler, mit dem sie drei Jahre zusammen lebte und von dem sie ein Kind bekam.

## Leben

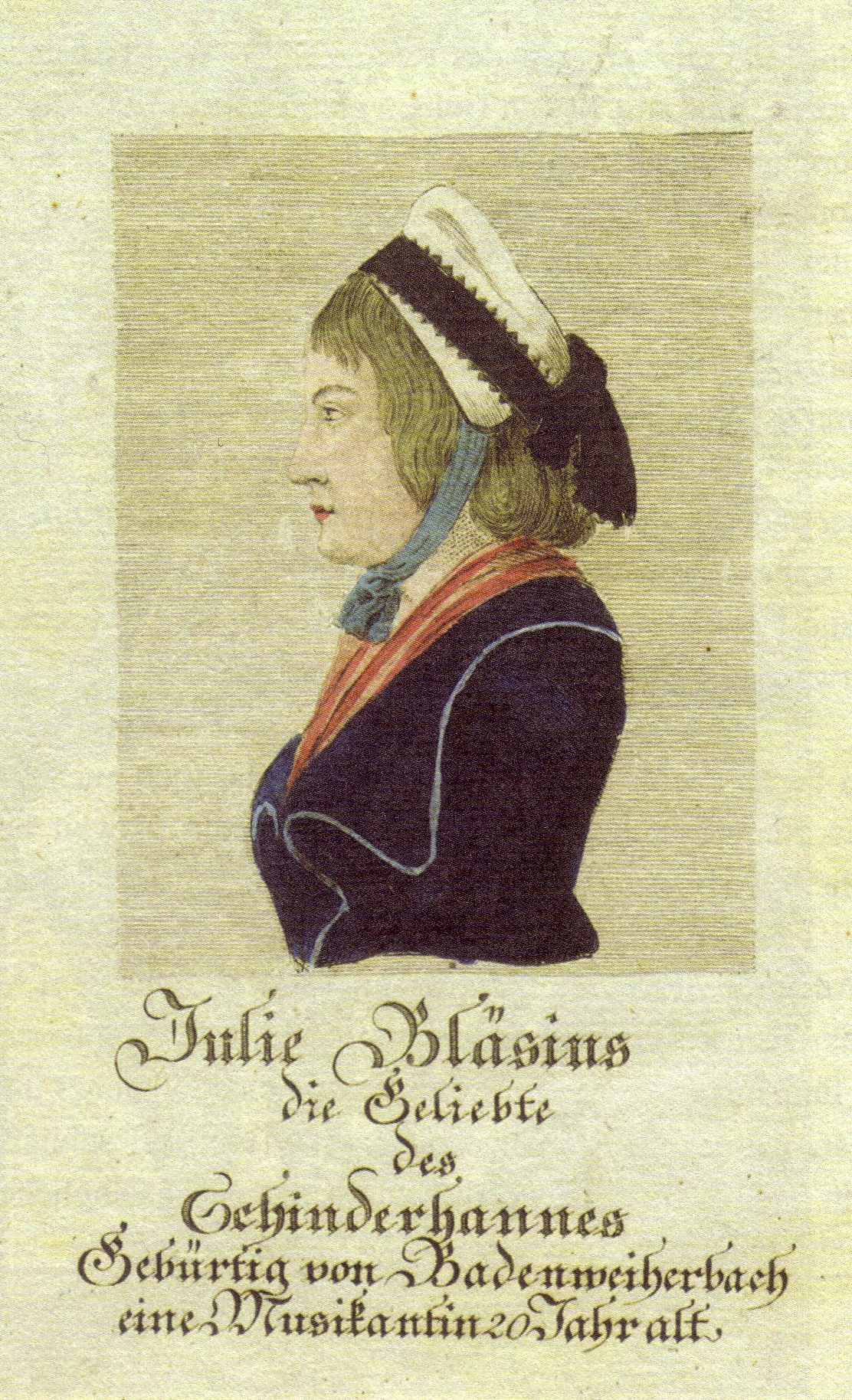
Flugblatt mit Porträt von Juliana Blasius (1803)

Juliana Blasius war die Tochter des Musikanten und Tagelöhners Johann Nikolaus Blasius (* 1751). Schon als Kind war sie zusammen mit dem Vater und der Schwester Margarethe (* 1779) auf Märkten und bei Kirchweihen als Bänkelsängerin und Geigenspielerin zu sehen.
Die Todesjahre ihres Vaters und ihrer Schwester sind nicht mehr feststellbar, da die Kirchenbücher von Weierbach aus der Zeit von 1798 bis 1830 nur noch in Bruchstücken vorliegen. Daraus geht jedoch – nach Mitteilung des ehemaligen Weierbacher Pfarrers Erich Henn – die Schreibweise des Familiennamens Blasius hervor. Als Vorname wird in der Literatur mitunter auch Juliane angegeben, als Familienname manchmal Bläsius.
Auch wenn sie später beim Prozess angab, als 15-Jährige entführt worden zu sein, dürfte Blasius den Schinderhannes genannten Johannes Bückler Ostern 1800 bei einem Auftritt auf dem Wickenhof bei Kirn kennengelernt haben. Die Aussage dürfte eine Notlüge gewesen sein, denn das „Julchen“ hätte später, wenn es in Abwesenheit des „Schinderhannes“ als „Händlerin Ofenloch“ unterwegs war, flüchten können.
Nach einem zwei Wochen darauf initiierten Treffen im Wald bei Weierbach scheint Blasius ab Ende April 1800 bei dem schon flüchtigen Räuber geblieben zu sein. Ihre Schwester Margarethe wurde die Geliebte von Peter Dallheimer aus Bücklers Bande.
Nach dem heimlichen Treffen im Wald bei Weierbach zog das „Julchen“ fortan mit dem „Schinderhannes“, der vor ihr schon acht andere Geliebte hatte, durch das Land. Vier der Geliebten sind namentlich bekannt: Elise Werner, Buzliese-Amie, Katharina Pfeiffer und Margarethe Blasius.
Auf dem Höhepunkt seiner Macht um 1800 hielt sich Bückler mit Blasius und seiner Bande auf der halb verfallenen Schmidtburg im Hahnenbachtal oberhalb von Kirn auf. Die Burg war seit der französischen Annexion 1795 von ihren Besitzern verlassen worden. Im nahegelegenen Dorf Griebelschied feierte die Bande in einem Gasthof sogar einen öffentlichen „Räuberball“.
Zusammen mit Johannes Bückler beteiligte sich Blasius mehrfach – teilweise in Männerkleidung – an brutalen Überfällen, bei denen die Opfer – wie der jüdische Textilhändler Wolff Wiener im August 1800 in Hottenbach – zum Teil auch gequält wurden. Aus einem Teil der geraubten Stoffe wurden Kleider für Juliane Blasius gefertigt.
In Bruchsal brachte Juliana Blasius 1801 eine Tochter zur Welt, die wenig später starb. Nach der Inhaftierung der Bande gebar sie am 1. Oktober 1802 im Maison de Force (Zuchthaus) einen Sohn, der Franz Wilhelm getauft und später vom Mainzer Zollwächter Johannes Weiß adoptiert wurde. Über das spätere Schicksal des Sohnes ist nur bekannt, dass er Unteroffizier in der österreichischen Armee wurde.
Im selben Jahr musste sich auch ihre Schwester Margarethe wegen Diebstahls und Herumlungerns verantworten und eine Haftstrafe in Kaiserslautern absitzen.
Juliane Blasius wurde im Prozess gegen den Schinderhannes und seine Kumpane zu zwei Jahren Gefängnis verurteilt und verbüßte ihre Haftstrafe im Korrektionshaus im flämischen Gent. Die verhältnismäßig milde Strafe beruhte darauf, dass ihr Geliebter sie während des Verfahrens immer wieder zu entlasten suchte. Er sagte: „Ich habe sie verführt, sie ist unschuldig.“
Nach ihrer Entlassung aus dem Korrektionshaus arbeitete Blasius als Dienstmädchen beim Pflegevater ihres Sohnes in Mainz, kehrte dann aber, nachdem sie von Weiß oder einem seiner Bediensteten sexuell belästigt worden war, nach Weierbach zurück und wurde dort die Ehefrau eines Gendarmen namens Uebel, der während der Befreiungskriege starb. Am 2. Juli 1814 heiratete sie dann ihren verwitweten Vetter, den Ortspolizeidiener von Weierbach Johann Blasius. Sie gebar ihm weitere sieben Kinder, von denen jedoch nur zwei das Erwachsenenalter erreichten.
In späteren Jahren wurde Juliana Blasius zuweilen von in Weierbach durchreisenden Fremden neugierig bestaunt. Sie soll dann gern „bei einem Schnaps“ von ihrer Zeit als Räuberbraut erzählt haben, die sie selbst für die schönste ihres Lebens hielt. Als daraufhin 1844 ein Staatsanwalt aus Saarbrücken die sich als „Frau des Schinderhannes“ brüstende Alte visitierte, fand er sie „reinlich gekleidet“ und „noch gut konserviert“ vor.
Juliana Blasius überlebte den Schinderhannes um 47 Jahre und verstarb am 3. Juli 1851 im Alter von 69 Jahren in ihrem Heimatort Weierbach an den Folgen der Wassersucht.

## Wirkungsgeschichte
Das „Julchen vom Schinderhannes“ wurde schon zu Lebzeiten Teil der sich um Johannes Bückler bildenden Legende und später mehrfach literarisch verarbeitet. Die Schriftstellerin Clara Viebig machte sie zur Hauptfigur ihres Romans Unter dem Freiheitsbaum (1922) und schilderte sie darin als mutig, skrupellos, temperamentvoll und attraktiv. Viebig entfernte sich aber auch relativ weit von den gesicherten Fakten, indem sie viele Episoden um „Julchen“ in ihren eigenen Geburtsort Trier und ins Moseltal versetzte.
Carl Zuckmayer hielt sich in seinem Schauspiel „Schinderhannes“ enger an die Fakten; hier ist Julchen jedoch eher eine Randfigur.
Während der 1990er Jahre wurde in der Naheregion das Theaterstück „Julchen oder das zweite Leben“ von Armin Peter Faust aus Weierbach häufig aufgeführt. Damals lebten in Weierbach noch mindestens acht ihrer Nachkommen.
2010 wurde im Rahmen der Simmerner Schinderhannes-Festspiele das Musical „Julchen“ aus der Feder von Michel Becker und Carsten Braun uraufgeführt, in dem ihre gemeinsame Zeit mit Schinderhannes und die Frage ihrer Mittäterschaft bzw. Mitwisserschaft thematisiert wird. Das Bühnenwerk hält sich, was für dieses Genre eher untypisch ist, eng an die historische Wirklichkeit und fußt wesentlich auf den Prozessakten.